# Keira Knightley
Keira Christina Knightley (Teddington, Engleska, 26. ožujka 1985.) glumica je porijeklom iz također glumačke obitelji, kao i većina hollywoodskih zvijezda. Majka joj je Sharman MacDonald, glumica i kasnije dramaturginja, a otac Will Knightley glumac. Keira se od malena bavila glumom, ali su joj roditelji dopuštali taj hobi samo ako ne remeti njene školske obaveze te je djevojčica, inače disleksičarka, morala učiti i za vrijeme praznika. 
Prvi film snima s devet godina ('A Village Affair', 1994.), no najveća produkcija u kojoj je na početku glumila je svakako 'Fantomska prijetnja' ('Star Wars: Episode I - The Phantom Menace' 1999.), gdje ima malu ulogu kraljičine dvojnice. Zapažena je i u trileru 'Sklonište straha' (2001.), ali je glavni proboj ostvarila kao nogometašica u filmu 'Baš kao Beckham' (2002.). Slijedila je uloga u britanskom romantičnom hitu 'Zapravo ljubav' (2003.) 
I dok je u prvom filmu u kojem je radila za producenta Jerryja Bruckheimera ('Pirati s Kariba: Prokletstvo Crnog Bisera') samo statirala u akcijskim scenama, u kasnijim njegovim projektima sve više postaje glavna heroina. U 'Kralju Arthuru' (2004.) kao Guinevere predvodi pleme boraca i rukuje lukom i strijelom, a u akcijskom trileru 'Domino' glumi glavnu ulogu ženskog lovca na ucjenjene glave.
2005. godine tumači Elizabeth Bennet u filmskoj ekranizaciji 'Ponosa i predrasuda', poznate novele koju je 1813. napisala slavna britanska spisateljica Jane Austen. Za ulogu u ovom film Keira je bila nominirana za Oscara.
Nakon snimanja filma Pirati s Kariba: Prokletstvo Crnog Bisera, slijedi još dva nastavka: Pirati s Kariba: Mrtvačeva škrinja (2006.) i Pirati s Kariba: Na kraju svijeta (2007.) A u međuvrmenu je snimila film Okajanje. 

## Nagrade
2002.
- Golden Wave; Najbolja glumica: Baš kao Beckham (2002)

2003.
- ALFS Award; Najbolja Britanski debitant: Baš kao Beckham (2002)

2004.
- Hollywood Film Awards; Najbolji debitant: Pirati s Kariba: Prokletstvo Crnog Bisera (2003.)
- Irish Film and Television awards; Najbolja strana glumica: Pirati s Kariba: Prokletstvo Crnog Bisera i Kralj Arthur (2004.)
- Teen Choice Award; Najbolji par: Keira Knightley i Orlando Bloom: Pirati s Kariba: Prokletstvo Crnog Bisera (2003.)
- Teen Choice Award; Najbolji poljubac: Keira Knightley i Orlando Bloom: Pirati s Kariba: Prokletstvo Crnog Bisera (2003.)

2005.
- New York Film Critics Online; Najbolja glumica: Ponos i predrasude (2005.)

2006.
- Teen Choice Award; Najbolji vrisak: Pirati s Kariba: Mrtvačeva škrinja (2006.)
- Teen Choice Award; Najbolji prikaz bijesa: Pirati s Kariba: Mrtvačeva škrinja (2006.)

## Filmografija
- Zvjezdani ratovi, Epizoda 1: Fantomska prijetnja (1999.)
- Princess of Thieves (2001.)
- Sklonište straha (2001.)
- Baš kao Beckham (2002.)
- Pirati s Kariba: Prokletstvo Crnog Bisera (2003.)
- Zapravo ljubav (2003.)
- Kralj Arthur (2004.)
- Pomračenje (2005.)
- Domino (2005.)
- Ponos i predrasude (2005.) (2005.)
- Pirati s Kariba: Mrtvačeva škrinja (2006.)
- Pirati s Kariba: Na kraju svijeta (2007.)
- Svila (2007.)
- Okajanje (2007.)
- The Best Time of Our Lives (2008.)
- The Dutchess (2008.)
- The Edge Of Love (2008.)
- Nikada me ne ostavljaj (2010.)
- Anna Karenina (2012.)

## Vanjske poveznice
- Keira Knightley u internetskoj bazi filmova IMDb-u (engl.)
- Rotten-tomatoes.com  Arhivirana inačica izvorne stranice od 16. svibnja 2008. (Wayback Machine)